# 스위트피
스위트피(학명: Lathyrus odoratus 라티루스 오도라투스[*])는 콩과의 한해살이 식물이다.4월의 탄생화이다.

## 분포
이탈리아가 원산지이다.

## 쓰임

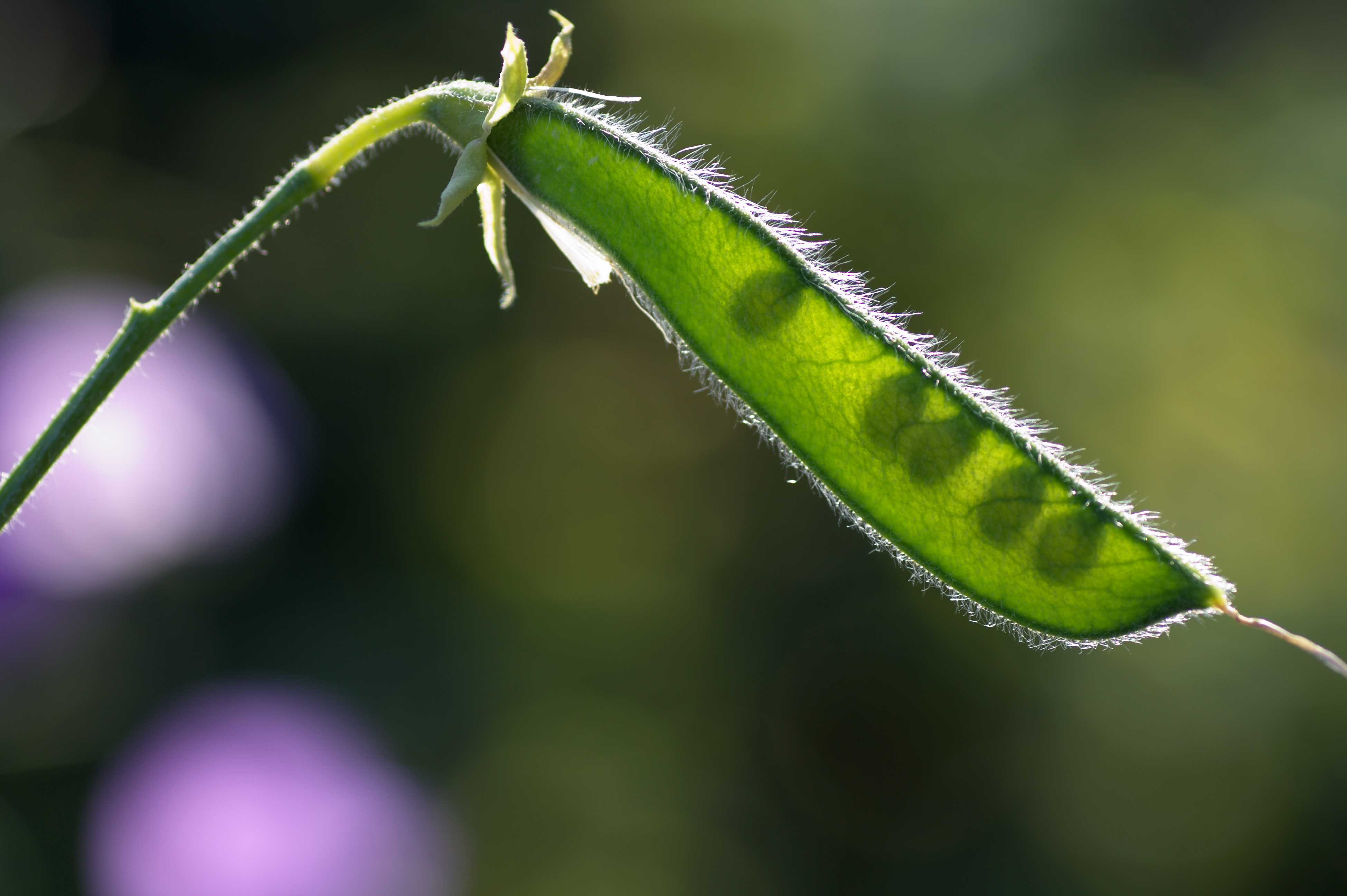
콩깍지
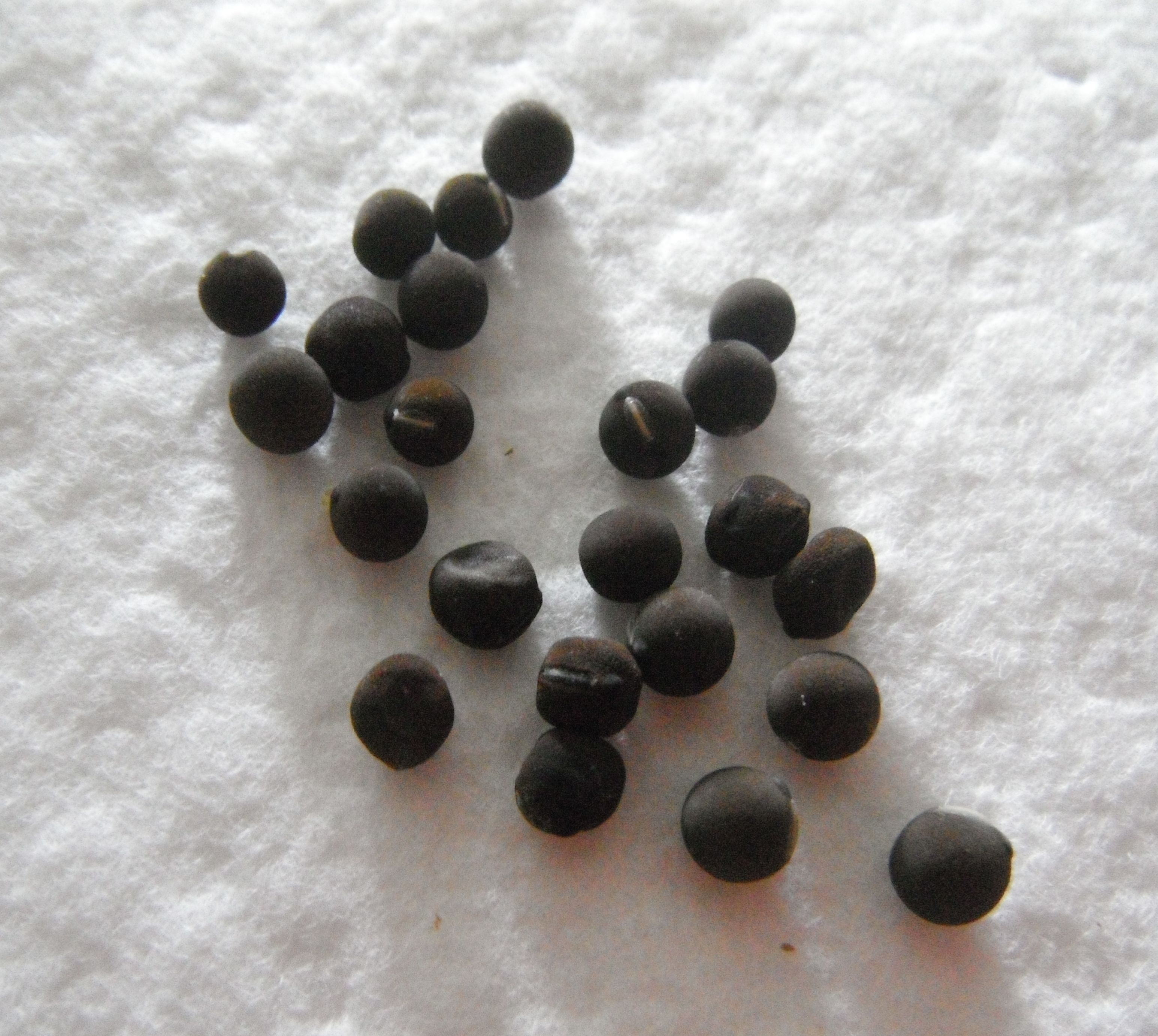
콩

꽃말 : 우아한 추억

## 같이 보기
- 웨인 쇼터